# 小説推理
『小説推理』（しょうせつすいり）は、双葉社が発行する日本の月刊小説誌。2025年6月27日発売の2025年8月号を以て休刊し、双葉社の文芸総合サイト「COLORFUL」内のウェブマガジン『WEB小説推理』（2024年10月10日に開始）へと移行。
1961年創刊の『推理ストーリー』が、1969年改題の『推理』を経て、1973年より現在の『小説推理』となる。推理小説のみならずエロティック小説、時代小説、SF小説も掲載。小説推理新人賞を設けている。現在では中間小説誌に位置づけられる。
1973年2月号から2012年7月号まで39年にわたり、佐野洋による推理小説の批評コラム「推理日記」が連載されていた。

## 近年の連載作品
- 赤川次郎 「国境の南」「死なないで」「夜警」「パパの愛した悪女」「記念日の客」
- 芦辺拓 「メトロポリスに死の罠を」
- 飛鳥井千砂 「チョコレートの町」
- 東直己 「ススキノ、ハーフボイルド」「義八郎商店街」「後ろ傷」「誉あれ 札幌方面中央警察署 南支署」
- 安東能明 「幻の少女」「アドニスの帰還」「潜行捜査 一対一〇〇」
- 五十嵐貴久 「誘拐」「YOU!」
- 池井戸潤 「MIST」（連載時のタイトルは「魔笛」）「銀行仕置人」
- 池永陽 「少年時代」「珈琲屋の人々」「漂流家族」「ちっぽけな恋 続・珈琲屋の人々」
- 石田衣良 「夜を守る」
- 乾くるみ 「六つの手掛り」
- 岩井志麻子 「無傷の愛」「鉄道心中」
- 大倉崇裕 「白戸修の逃亡」
- 荻原浩 「誘拐ラプソディー」「僕たちの戦争」「ママの狙撃銃」
- 恩田陸 「クレオパトラの夢」
- 海道龍一朗 「悪忍 加藤段蔵無頼伝」
- 垣谷美雨 「あなたの人生、片づけます」
- 角田光代 「Presents」「森に眠る魚」
- 香納諒一 「夜よ泣かないで」「心に雹の降りしきる」
- 川上健一 「地図にない国」
- 五條瑛 「R/EVOLUTIONシリーズ」
- 小杉健治 「父と子の旅路」「第三の容疑者」「家族」
- 近藤史恵 「ホテル・ピーベリー」
- 今野敏 「海に消えた神々」「確証」
- 笹本稜平 「越境捜査」「挑発」「破断」「逆流」
- 雫井脩介 「犯人に告ぐ」
- 柴田哲孝 「銀座ブルース」
- 雀野日名子 「太陽おばば」
- 大道珠貴 「銀の皿に金の林檎を」「ハナとウミ」
- 日明恩 「ロード&ゴー」「やがて、警官は微睡る」
- 堂場瞬一 「30年目のエース」
- 戸梶圭太 「牛乳アンタッチャブル」「嘘は止まらない」「誘拐の誤差」「見当たり捜査官」
- 鳥飼否宇 「逆説探偵」「爆発的」
- 中山七里 「翼がなくても」「テロリストの家」「鑑定人　氏家京太郎」
- 西村京太郎 「愛と復讐の桃源郷」「仙台・青葉の殺意」「銚子電鉄 六・四キロの殺意」「十津川警部 特急街道の殺人」「古都千年の殺人」
- 乃南アサ 「風紋」「晩鐘」「ウツボカズラの夢」
- 馳星周 「暗闇で踊れ」
- 葉室麟 「川あかり」「螢草」
- 誉田哲也 「ヒトリシズカ」「ケモノの城」
- 三浦しをん 「仏果を得ず」
- 湊かなえ 「告白」「夜行観覧車」
- 森浩美 「家族シリーズ」
- 森村誠一 「見知らぬ旅人」「永遠の狩人」
- 柚木麻子 「ランチのアッコちゃん」
- 夢枕獏 「餓狼伝」「東天の獅子」